# Mike Hezemans
Mike Hezemans est un pilote automobile néerlandais né le 25 juillet 1969 à Eindhoven.
Il est le fils de Toine Hezemans.

## Biographie
Il commence la compétition en sport mécanique par le Karting en 1982.
En 2012, il participe aux deux premières manches du VLN et aux Blancpain Endurance Series au volant de la BMW Z4 GT3 #4 du Marc VDS Racing Team en compagnie de Henri Moser et Bert Longin.
En 2008, il participe aux 24 Heures du Mans, avec la Lamborghini Murcielago R-GT #55 du Spartak Racing, aux côtés de Peter Kox (NL) et Roman Rusinov (Rus)

## Palmarès
- 1991 : 3e aux 24 heures de Spa-Francorchamps
- 1994 : Victoire en Porsche SuperCup à Brno
- 2000 : Victoires en FIA GT à Monza, A1-Ring et à Brno
- 2001 : Victoires en FIA GT à Budapest et à Estoril
- 2002 :
  - Victoire en FIA GT à Donington
  - Vice-champion de Belcar
  - 1er aux 24 Heures de Zolder
- 2005 : Victoires en FIA GT à Imola et Istanbul
- 2006 : Victoire en FIA GT au Paul Ricard en France
- 2007 : 3e du championnat 2007